# Drottning Elizabeth, drottningmodern
Drottning Elizabeth, drottningmodern, född 4 augusti 1900 i London som Elizabeth Angela Marguerite Bowes-Lyon,  död 30 mars 2002 på Royal Lodge vid Windsor Castle, var brittisk drottning 1936–1952 och Indiens kejsarinna 1936-1947. Därefter betitlades hon "drottningmodern" (engelska: The Queen Mother). Elizabeth var trots sin höga ålder vital, och hon brukade framträda offentligt nästan ända fram till sin död.
Hon gifte sig den 26 april 1923 i Westminster Abbey, London med prins Albert av Storbritannien och blev då hertiginna av York. I december 1936 blev maken kung under namnet Georg VI. Elizabeth Bowes-Lyon var mor till drottning Elizabeth II (född 1926, avliden 2022) samt prinsessan Margaret (född 1930; avliden 9 februari 2002 – knappt två månader före sin mor).

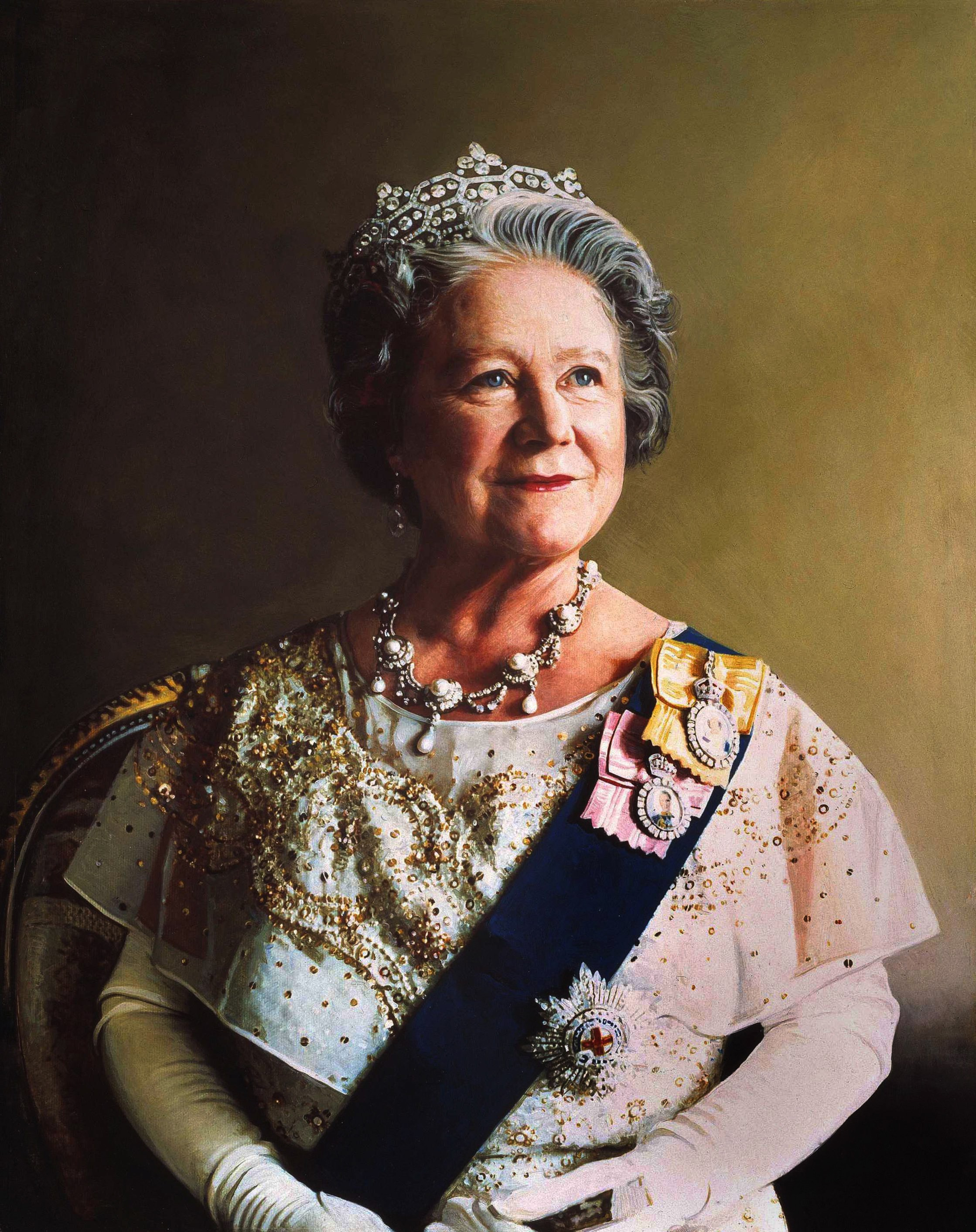
Drottning Elizabeth, drottningmoderns officiella porträtt från 1986.

## Biografi

### Ungdomsåren
Elizabeth Bowes-Lyon var den fjärde dottern och nionde barnet i en syskonskara på tio barn. Föräldrarna var Claude Bowes-Lyon, 14:e earl av Strathmore och Kinghorne, och hans hustru Nina Cecilia Cavendish-Bentinck. Elizabeths födelse registrerades inte förrän efter sex veckor, vilket har lett till spekulationer om huruvida hennes verkliga mor kanske inte var faderns hustru utan en husjungfru. Sådana rykten har avvisats av familjen. 
Hon tillbringade en stor del av sin barndom på faderns gods Glamis Castle i Skottland men framför allt i St. Paul Waldenbury, strax norr om London, där familjen hade en egendom. När Elizabeth Bowes-Lyon var 14 år bröt första världskriget ut. Under kriget användes Glamis som ett konvalescenthem för sårade soldater, och hon hjälpte till att ta hand om patienterna.

### Prins Albert
När prins Albert, Georg V:s andre son friade till henne, sa Elizabeth Bowes-Lyon först nej. Elizabeth uttryckte det då som att hon var rädd för att "aldrig någonsin igen kunna vara fri att tänka, tala och handla som hon hade rätten till.
Efter att prins Albert då förklarat att om hon inte ville ha honom, så skulle han aldrig gifta sig, gjorde hans mor drottning Mary ett besök på Glamis för att ta en titt på den flicka som förvridit huvudet på hennes son. Det sägs också att drottning Mary dessutom ordnade det så, att sonens rival om Elizabeths gunst blev ivägskickad till en tjänst utomlands. Även vid det andra frieriet ett år senare tackade Elizabeth nej. På det tredje försöket fick prins Albert dock ett positivt svar.
Elizabeth och Albert gifte sig den 26 april 1923 i Westminster Abbey. Vid bröllopet lade bruden ned sin brudbukett på den okände soldatens grav. Efter detta har alla kungliga brudar gjort så. Brudparet tillbringade sin smekmånad på herrgården Polesden Lacey i Surrey samt i Skottland.
Den 21 april 1926 fick paret sitt första barn, Elizabeth, som skulle bli drottning av Storbritannien under namnet Elizabeth II. Fyra år senare föddes ytterligare en dotter – prinsessan Margaret Rose.

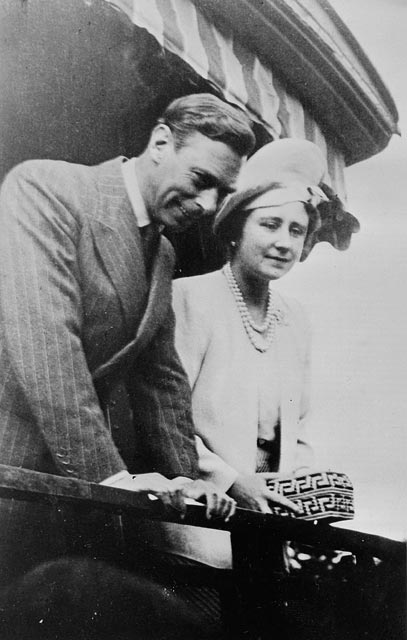
George och Elizabeth som besöker Hope, British Columbia, 31 maj 1939.

### George VI:s drottning 1936–1952
När Georg V dog den 20 januari 1936 blev Alberts äldre bror kung under namnet kung Edward VIII. Då Edward valde att gifta sig med en amerikansk frånskild kvinna vid namn Wallis Simpson (mest känd som ”Mrs Simpson”) orsakade han en konstitutionell kris. Edward abdikerade från tronen till förmån för sin broder Albert. Denne hade varken håg eller tillräcklig utbildning för att bli kung, men hade inte mycket val, och blev kung under namnet George VI. Han och Elizabeth kröntes den 12 maj 1937 till kung och drottning av Storbritannien och Nordirland, samt kejsare och kejsarinna av Indien (till 1947). Koh-i-Noordiamanten var infattad i drottningens krona. 
Det sägs att Albert grät när han fick höra om sin brors abdikation och att Elizabeth aldrig förlät Edward och hans fru för vad de gjort.
I juni 1939 blev de det första regerande brittiska kungapar som besökte USA.
Under andra världskriget blev kungaparet symboler för landets motstånd, och Elizabeth vägrade lämna London under blitzen. Hon besökte ofta stadsdelar som träffats hårt av bomberna. Dock övernattade de inte på Buckingham Palace, utan på Windsor Castle, cirka 35 kilometer väster om centrala London. Dagtid vistades de på Buckingham Palace.

### Drottningmoder 1952–2002
Kort efter makens död i lungcancer den 6 februari 1952 började Elizabeth kallas för Hennes Majestät drottning Elizabeth, drottningmodern (”Her Majesty Queen Elizabeth, The Queen Mother”), för att inte förväxlas med sin dotter. Då hennes svärmor, Mary av Teck, fortfarande var i livet, så kunde inte heller titeln änkedrottningen användas. I folkmun blev hon känd som ”the Queen Mum”.
Innan prinsessan Diana blev medlem av det brittiska hovet, och igen efter dennas död, var drottningmodern den mest folkkära av den kungliga familjen.

Drottningmoderns hundraårsdag 2000 firades på många sätt, däribland en parad till hennes ära. Trots sin höga ålder förblev drottningmodern stående i över en timme, medan paraden defilerade förbi. Drottningmodern överlevde sin andra dotter Margaret, och hennes begravning var den sista offentliga funktion hon deltog i. Elizabeth dog slutligen fridfullt i sömnen med sin dotter vid sin sida, runt klockan kvart över 3 på eftermiddagen den 30 mars 2002 i Windsor. 

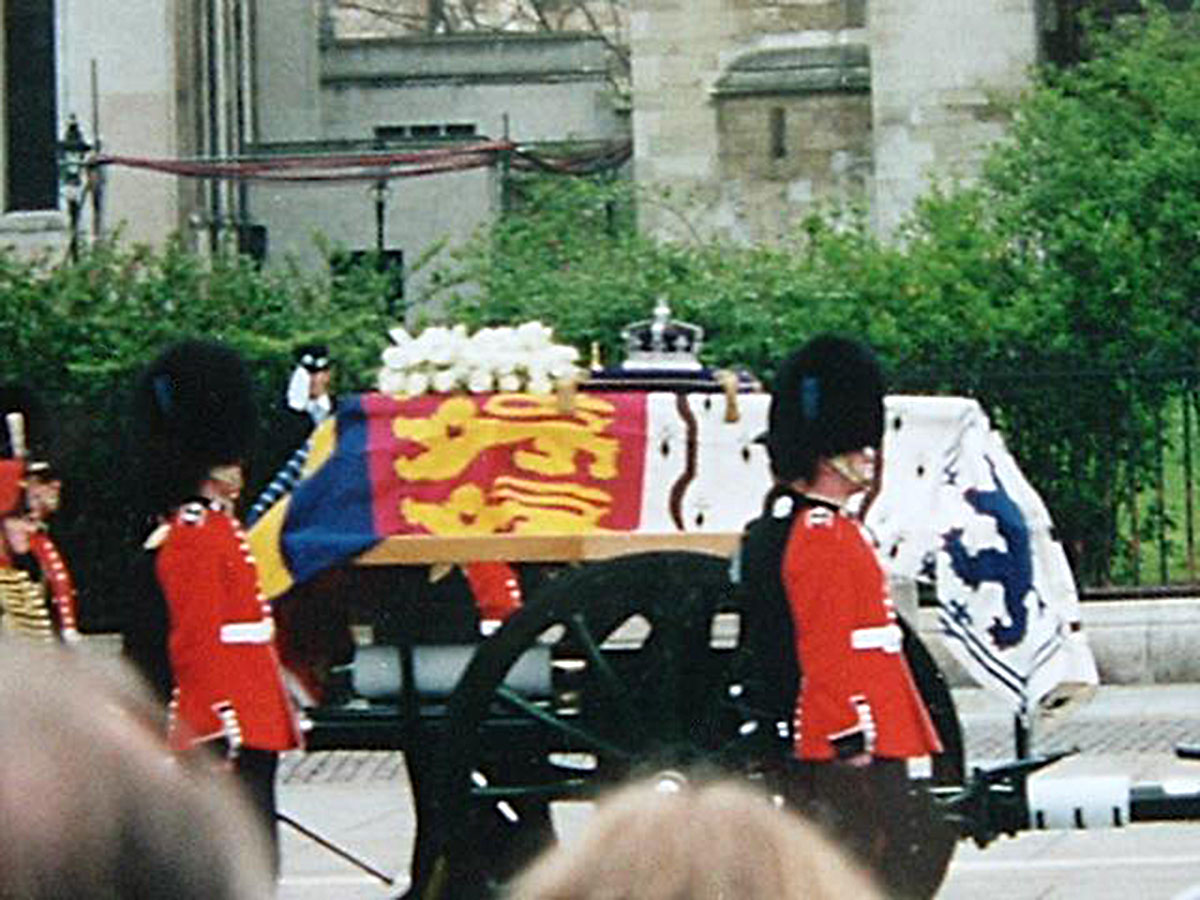
Elizabeths begravning 2002.

Hon begravdes den 9 april bredvid sin make och dotter i St. George's Chapel i Windsor Castle. Under begravningen fyllde mer än en miljon människor vägen mellan Westminster Abbey och Windsor Castle. På hennes begäran lades den krans som legat på hennes kista vid den okände soldatens grav, i åminnelse av den gest hon själv utfört på sin bröllopsdag.

## Eftermäle
Elizabeth var den sista som innehade titlarna drottning av Irland och kejsarinna av Indien.